# Didymosphaeria celata
Didymosphaeria celata är en lavart som först beskrevs av Curr., och fick sitt nu gällande namn av Pier Andrea Saccardo 1882. Didymosphaeria celata ingår i släktet Didymosphaeria och familjen Didymosphaeriaceae.   Inga underarter finns listade i Catalogue of Life.